# Nyctimantis
Nyctimantis, conosciuta anche con il nome Aparasphenodon, è un genere di rane appartenente alla famiglia delle Hylidae descritto per la prima volta dall'erpetologo brasiliano Alípio de Miranda-Ribeiro nel 1920. Le specie di questo genere si trovano nel Bacino dell'Orinoco e del Rio delle Amazzoni, coincidendo nei territori di Venezuela, Colombia, Uruguay, Paraguay, Argentina e, principalmente, in Brasile, dove si concentrano maggiormente attorno al territorio dello Stato di Bahia. Si caratterizzano per presentare delle strutture spinose di origine cutanea sul cranio.

## Specie
- Nyctimantis arapapa
- Nyctimantis bokermanni
- Nyctimantis brunoi
- Nyctimantis galeata
- Nyctimantis pomba
- Nyctimantis rugiceps
- Nyctimantis siemersi